# Cravanche
Cravanche är en kommun i departementet Territoire de Belfort i regionen Bourgogne-Franche-Comté i östra Frankrike. Kommunen ligger i kantonen Valdoie som tillhör arrondissementet Belfort. År 2022 hade Cravanche 1 935 invånare.

## Befolkningsutveckling
Antalet invånare i kommunen Cravanche
| Referens: INSEE |